# Jan Andries vander Mersch

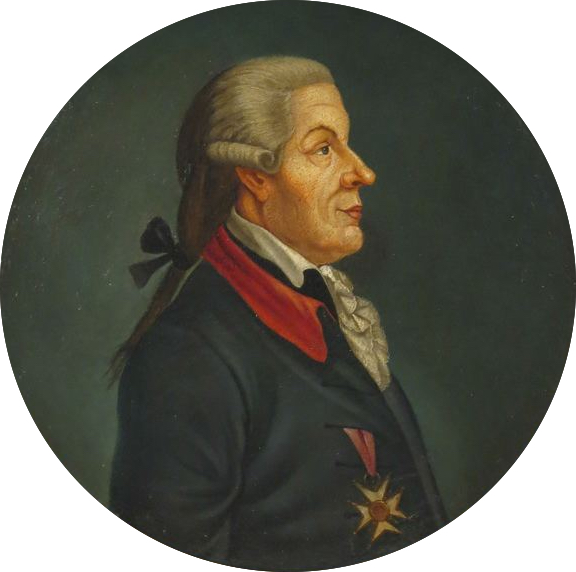
Gegraveerd portret

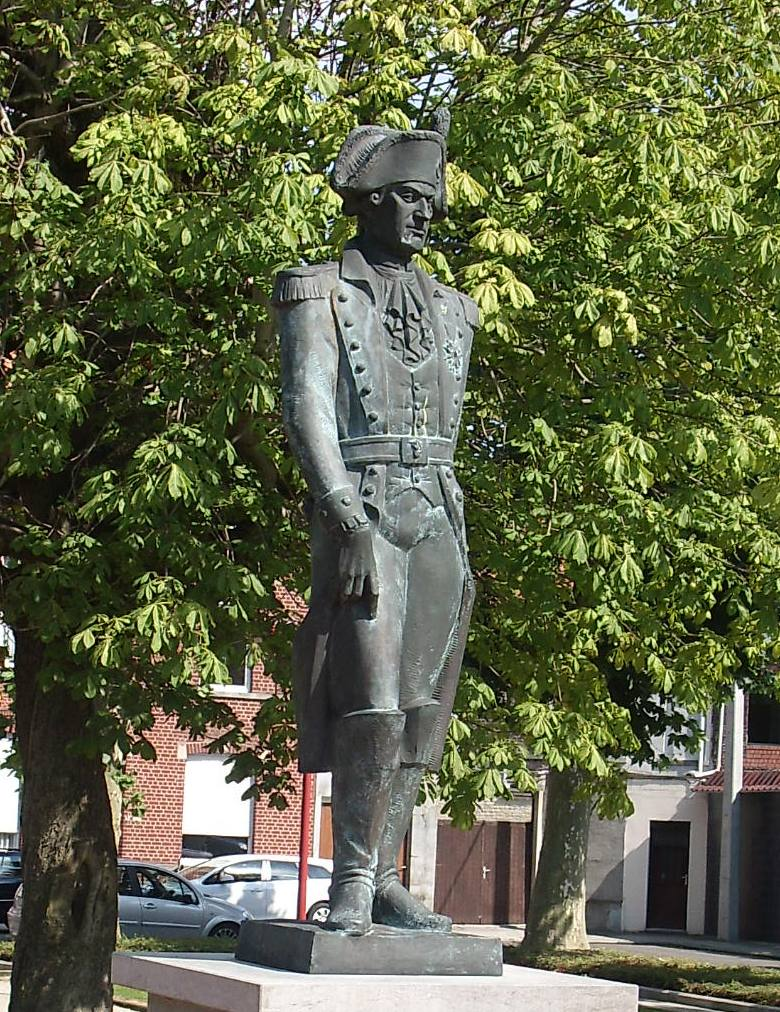
Standbeeld van generaal Vander Mersch in Menen

Jan Andries vander Mersch (ook: Jan André van der Meersch) (Menen, gedoopt op 10 januari 1734 – Dadizele, 14 september 1792) was een spilfiguur in de Brabantse Omwenteling en is vooral bekend om zijn overwinning bij de Slag bij Turnhout (1789). In zijn tijd ging hij door voor de Belgische Washington.

## Levensloop
Van kindsbeen af ging zijn belangstelling uit naar alles wat militair was. In 1744 werd zijn geboortestad ingenomen door de Fransen en bezocht door koning Lodewijk XV. Tien jaar na deze inlijving nam Vander Mersch als vrijwilliger dienst in het Franse leger. Tijdens de Zevenjarige Oorlog wist hij zich in verschillende veldslagen te onderscheiden, onder meer tijdens de Slag bij Roßbach (1757) en de Slag bij Hochkirch (1758). Na Bösensell werd hij op het slagveld benoemd tot luitenant-kolonel van de dragonders. Zijn wens om naar Amerika te vertrekken werd geweigerd, waarna hij in 1772 terugkeerde naar zijn geboortestreek en er drie jaar later trouwde met Emerence Titlin. Het koppel ging wonen in Dadizele. In 1778 nam hij nog dienst in het Oostenrijkse leger om kort daarna op rust te gaan.
De radicale hervormingen van keizer Jozef II leidden tot een monsterverbond tussen burgerij, aristocratie en kerk. In deze nationale verzetsbeweging traden twee opinierichtingen naar voren: de behoudsgezinde statisten en de meer democratische vonckisten.

## Brabantse Omwenteling

### Voor de revolutie
Het was Jan Frans Vonck die kolonel-op-rust J.A. vander Mersch contacteerde via de advocaten Pieter Emmanuel de Lausnay en Jan Jozef Raepsaet. In de pastorij van Bekkerzeel haalde Vonck hem over om de leiding te nemen van een patriottenleger. De kolonel diende zijn ontslag in bij de keizer en kreeg in het patriottenleger in wording de graad van luitenant-generaal. Hij voegde zich bij het Comité van Breda dat zich net over de grens installeerde. Tegen het goed geoefende en sterk bewapende regeringsleger maakten de opstandelingen eigenlijk weinig kans. Vander Mersch probeerde de toestromende vrijwilligers enigszins te organiseren, maar training was moeilijk aangezien de wapens op Oostenrijks gebied verborgen dienden te worden om uitwijzing te voorkomen. 

### Eerste campagne (24 oktober - 27 oktober)
Op 24 oktober 1789 stak generaal Van der Mersch de grens van de Oostenrijkse Nederlanden over in Hoogstraten. Dezelfde dag arriveerde hij in Turnhout. Samen met zijn officieren vergaderde hij in de Theobalduskapel. De volgende dag marcheerde hij verder naar Geel om via daar de garnizoensstad Diest in te nemen. De militaire gouverneur van de Oostenrijkse Nederlanden, Richard d'Alton, gaf generaal Gottfried von Schröder het bevel om het Patriottenleger te verslaan voor ze een probleem werden. Schröder stelde een leger samen van 3 à 4 duizend man uit Lier, Itegem, Mechelen en de citadel van Antwerpen. Richard d'Alton stuurde twee kolommen om Schröder te versterken maar Schröder was te snel vertrokken. Een brief van d'Alton naar een keizergezinde hoofdsheriff van Turnhout werd onderschept en doorgestuurd naar Van der Mersch. Het Patriottenleger draaide terug naar Turnhout en arriveerde er de 26e. De volgende dag begon Schröder zijn mars naar Turnhout vanuit Lier. In bliksemtempo marcheerde hij 33 kilometer in één avond. 

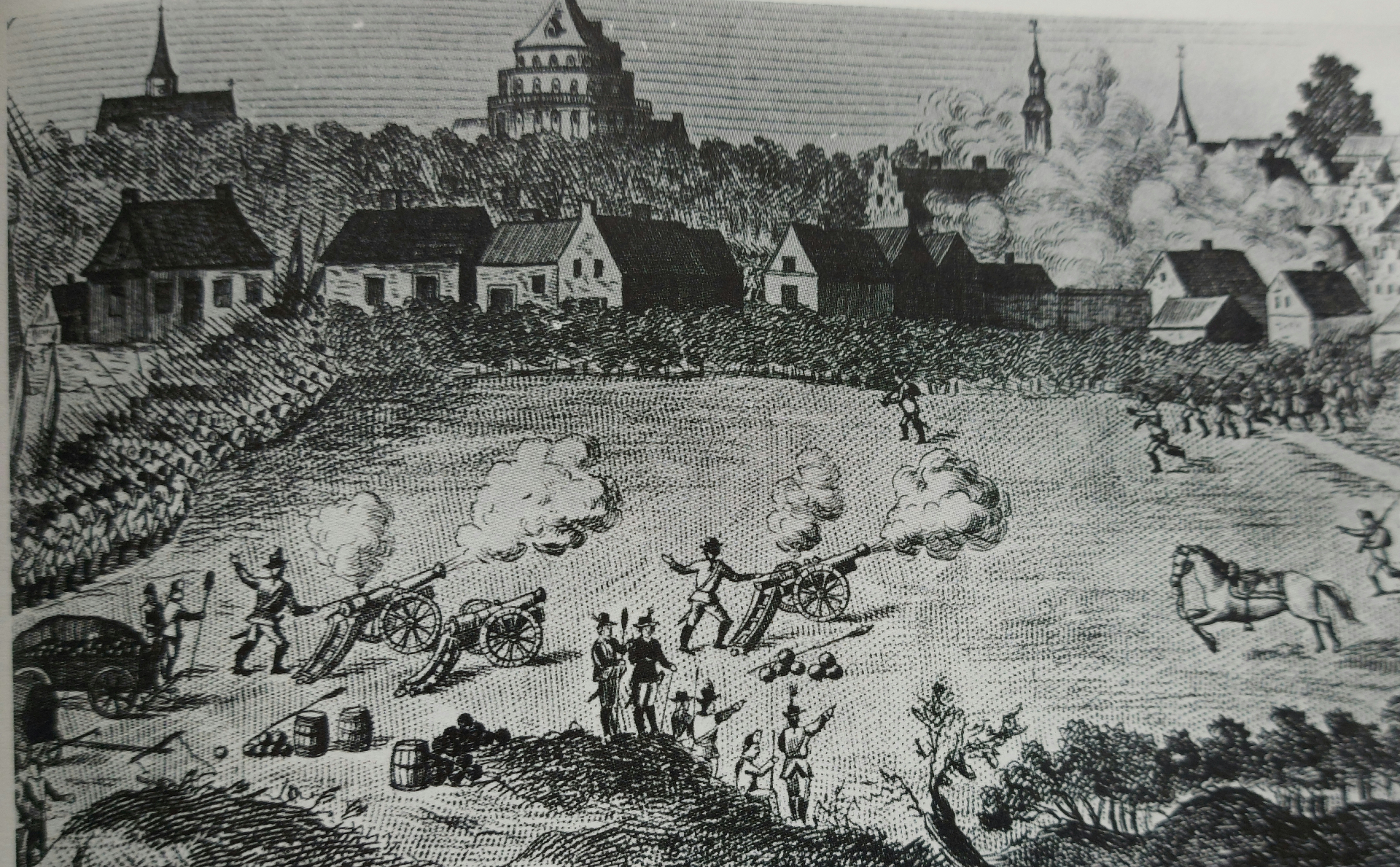
Beide legers in actie, Oostenrijkers links, Patriottenleger rechts.

Op de 27e begon de slag. Schröder had geen kaart van de stad en er was een dikke mist. Hij dacht dat er een omwalling was, dus toen de Oostenrijkers de muren van de eerste huizen zagen begonnen ze erop te schieten met hun kanonnen. Ze trokken de stad via vier wegen binnen maar al die wegen kwamen samen op één punt. De Oostenrijkse troepen schoten op elkaar maar stopten voor er een slachtoffer viel. De patriotten hadden barricades geplaatst en de straten opgebroken. De Oostenrijkse troepen konden niet langs de opstandige verdedigingen komen. Generaal Van der Mersch leidde persoonlijk tegenaanvallen op de Oostenrijkse flanken. Omdat de Oostenrijkers bijna omsingeld waren, trok generaal Schröder zich terug.

### Tussen de twee campagnes
Na deze zege achtervolgde Van der Mersch de Oostenrijkse troepen niet, want zijn vrijwilligersleger maakte geen kans op open terrein. Zij bleven als garnizoen in Turnhout. Hij besteedde zijn tijd nuttig aan de inrichting van zijn troepen. Op 4 november trok hij tot Diest maar achtte de situatie te gevaarlijk en trok zich terug over de Nederlandse grens.

### Tweede campagne (21 november - 2 December)

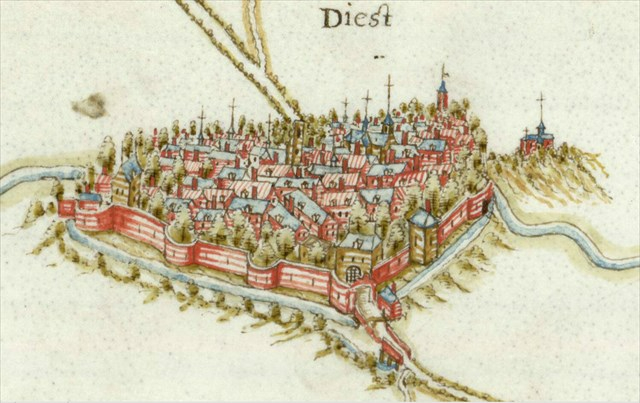
Vestingstad Diest

Generaal Jan Andries Van der Mersch stak waarschijnlijk de grens terug over op 21 november. De volgende dag was hij terug in Turnhout. Hij marcheerde verder tot aan de strategische vesting en garnizoensstad Diest. Op de 24e kwam hij aan bij de stad. Er was nog een Oostenrijks garnizoen aanwezig. Hij liet de stadspoorten openschieten en versloeg de Oostenrijkse troepen. Het Patriottenleger marcheerde verder tot in Tienen en versloeg daar drie dagen later ook een Oostenrijks garnizoen in een gelijkaardige slag. Van der Mersch versloeg ook een Oostenrijks garnizoen in Zoutleeuw op een onbekende datum, maar waarschijnlijk dezelfde dag.
Militaire gouverneur Richard d'Alton sloot op 2 december een tijdelijke wapenstilstand. Van der Mersch gebruikte zijn tijd weer nuttig om zijn troepen te bevoorraden en te organiseren.

### Na de campagnes
Na de opstand in Brussel, op 13 december bezette Van der Mersch Leuven. Op 27 december ontruimden de Oostenrijkers Namur, de volgende dag werd de stad door Van der Mersch ingenomen. 
Op 18 december, de dag waarop Hendrik van der Noot zich liet lauweren in Brussel, was Vander Mersch in Ciney. Op 21 december nam hij Marche-en-Famenne in. Pas op 25 januari ging hij de zaak van het leger bepleiten in Brussel, waar hij onthaald werd als held van het nieuwe vaderland. 
Nadat de verschillende gebieden binnen de Oostenrijkse Nederlanden elk apart hun soevereiniteit hadden uitgeroepen, trad op 11 januari 1790 het Tractaet van Vereeninge in voege dat een confederatie inhield onder de naam van de Verenigde Nederlandse Staten. Dit verdrag was sterk geïnspireerd door de eerste Amerikaanse grondwet, de Articles of Confederation (Artikelen van de Confederatie). Hendrik van der Noot werd eerste minister.

## Aan de dijk gezet
Na de overwinning kwam de onenigheid tussen de statisten en de vonckisten vlug aan de oppervlakte. Vander Mersch stond van in het begin achter Vonck en zijn ideeën en werd daarom het doelwit van een lastercampagne door de statisten. Op 13 april werd hij gearresteerd en tot november 1790 samen met zijn vrouw opgesloten in de citadel van Antwerpen. Begin december konden de Oostenrijkers de Zuidelijke Nederlanden heroveren onder Bender. Deze Eerste Oostenrijkse Restauratie betekende het einde van de jonge republiek. De eerste opperbevelhebber van een onafhankelijk Zuid-Nederlands ('Belgisch') leger stierf op 14 september 1792 te Dadizele.

## Eerbetoon
In 1992, naar aanleiding van de 200e verjaardag van zijn overlijden, gaf het Vander Merschcomité een boek en een gedenkpenning uit en werd er op het Vander Merschplein te Menen een standbeeld opgericht.
- Bibliothèque nationale de France: cb106995776 (data)
- Biografisch Portaal: 05723831
- Gemeinsame Normdatei: 122184203
- International Standard Name Identifier: 0000 0000 6143 0398
- Library of Congress Control Number: no2017043051
- Nederlandse Thesaurus van Auteursnamen: 069923469
- Virtual International Authority File: 54138618
- WorldCat: E39PBJbRpXhg68Gmyrmr3fckjC